# 체르탈도
체르탈도(이탈리아어: Certaldo)는 이탈리아 토스카나주 피렌체현에 있는 코무네다. 피렌체 남서쪽 35km 거리에 위치해있다.
데카메론의 저자인 조반니 보카치오의 고향이기도 하다. 그는 자택에서 사망했고 1375년 이곳에서 묻혔다.

## 자매 도시
- 독일 노이루핀
- 일본 간라정
- 영국 캔터베리